# 碘西尼
碘西尼（Iomazenil）為一種研發中的藥物，能夠阻止酒精對人中樞神經產生的作用。在服用酒精或飲酒前服用碘西尼，能使人保持长时间的清醒。